# Miro Karppanen
Miro Karppanen (* 22. November 1998) ist ein finnischer Skilangläufer.

## Werdegang
Karppanen, der für den Imatran Urheilijat startet, belegte bei den Junioren-Skiweltmeisterschaften 2017 in Soldier Hollow den 32. Platz im Sprint, den 23. Rang im Skiathlon, den 12. Platz über 10 km Freistil sowie den 11. Platz mit der Staffel und bei den Junioren-Skiweltmeisterschaften 2018 in Goms den 56. Platz im Skiathlon sowie den 51. Rang über 10 km klassisch. Sein Debüt im Skilanglauf-Weltcup gab er im November 2019 in Ruka, wobei er den 69. Platz im Sprint errang. Bei den U23-Weltmeisterschaften 2021 in Vuokatti lief er auf den 32. Platz im Sprint. Nach Platz zwei über 15 km Freistil beim FIS-Rennen in Vuokatti zu Beginn der Saison 2023/24, holte er in Ruka mit dem 26. Platz über 10 km klassisch sowie mit dem 27. Rang im 20-km-Massenstartrennen seine ersten Weltcuppunkte.